# Mistrzostwa Polski w kolarstwie przełajowym 1950
Mistrzostwa Polski w kolarstwie przełajowym 1950 odbyły się w Polanie.

## Wyniki
- Henryk Hadasik (Unia Chorzów)[1]
- Wacław Wrzesiński (Kolejarz Warszawa)
- Jerzy Bek (Włókniarz Łódź)